# Estación de Vioño
Vioño es un apeadero ferroviario situado en el municipio español de Piélagos, en la comunidad autónoma de Cantabria. Forma parte de la línea C-1 de Cercanías Cantabria operada por Renfe. 

## Situación ferroviaria
La estación se encuentra en el punto kilométrico 493,189 de la línea férrea de ancho ibérico Palencia-Santander a 45 metros de altitud. Históricamente dicho kilometraje se corresponde con el trazado Madrid-Santander por Palencia y Alar del Rey. 

## La estación
Si bien Vioño contaba con un cargadero cuando se abrió el 10 de octubre de 1858 el tramo Los Corrales de Buelna-Santander de la línea que pretendía unir Alar del Rey con Santander, dichas instalaciones no se corresponden con el actual apeadero.
El apeadero, en servicio desde el año 2003, cuenta con un andén cubierto con una pequeña marquesina. Junto al andén se encuentran los restos del cargadero: un edificio de base rectangular y dos plantas en estado de ruina y un pequeño tramo de vía con foso.

## Servicios ferroviarios

### Cercanías
Forma parte de la línea C-1 de la red de Cercanías Cantabria. De nueve a dieciséis trenes en ambos destinos unen Vioño con Santander. En el mejor de los casos el trayecto se cubre en algo menos de treinta minutos.
| procedencia/destino | < estación | Línea | estación > | destino/procedencia           |
| ------------------- | ---------- | ----- | ---------- | ----------------------------- |
| Santander           | Renedo     |       | Zurita     | Los Corrales de BuelnaReinosa |